# Adolfo Antônio Nascimento
 (décembre 2015).
Si vous disposez d'ouvrages ou d'articles de référence ou si vous connaissez des sites web de qualité traitant du thème abordé ici, merci de compléter l'article en donnant les références utiles à sa vérifiabilité et en les liant à la section « Notes et références ».
 Adolfo Antônio Nascimento, plus connu sous le nom de Dodô, est l'un des inventeurs du trio elétrico du carnaval bahianais.

## Le duo
Dodô et Osmar sont les inventeurs du trio électrique du carnaval de Bahia. Dodô (Antônio Adolfo Nascimento) et Osmar Macedo (1920-1997) se sont connus dans un programme de radio en 1938. Tous deux étudiaient la musique et l'électronique et cherchaient une façon d'amplifier le son des instruments à corde. L'amplification arrivât dix ans plus tard et, lors du carnaval de 1950, le duo sortit sur une Ford de 1929 en jouant d'instruments appropriés aux chansons de l'Académie de Frevo de Recife qui se présentait à cette occasion à Salvador. En une année, ils perfectionnèrent et inclurent un membre de plus, Temístocles Aragão, et formèrent ainsi, en 1951, le trio électrique. L'année suivante, une entreprise de réfrigérants pressentit l'énorme succès du trio et mit à la disposition des musiciens un gros camion décoré, inaugurant ainsi le format consacré à tous les carnavals, jusqu'à ce jour.